# Гуд-Гоуп (Алабама)
Гуд-Гоуп (англ. Good Hope) — місто (англ. city) в США, в окрузі Каллмен штату Алабама. Населення — 2483 особи (2020).

## Географія
Гуд-Гоуп розташований за координатами 34°6′35″ пн. ш. 86°51′55″ зх. д. / 34.10972° пн. ш. 86.86528° зх. д. (34.109835, -86.865195).  За даними Бюро перепису населення США в 2010 році місто мало площу 20,67 км², з яких 20,55 км² — суходіл та 0,12 км² — водойми.

## Демографія
Згідно з переписом 2010 року, у місті мешкали 2264 особи в 847 домогосподарствах у складі 631 родини. Густота населення становила 110 осіб/км².  Було 932 помешкання (45/км²).
Расовий склад населення:
| - 92,7 % — білих - 0,5 % — азіатів - 0,4 % — корінних американців - 0,3 % — чорних або афроамериканців - 5,2 % — осіб інших рас |

До двох чи більше рас належало 1,1 %. Частка іспаномовних становила 7,7 % від усіх жителів.
За віковим діапазоном населення розподілялося таким чином: 26,9 % — особи молодші 18 років, 60,0 % — особи у віці 18—64 років, 13,1 % — особи у віці 65 років та старші. Медіана віку мешканця становила 36,5 року. На 100 осіб жіночої статі у місті припадало 101,2 чоловіків;  на 100 жінок у віці від 18 років та старших — 97,7 чоловіків також старших 18 років.
Середній дохід на одне домашнє господарство  становив 58 512 долари США (медіана — 47 754), а середній дохід на одну сім'ю — 66 877 доларів (медіана — 55 000). Медіана доходів становила 48 636 доларів для чоловіків та 45 300 доларів для жінок. За межею бідності перебувало 15,2 % осіб, у тому числі 24,2 % дітей у віці до 18 років та 9,5 % осіб у віці 65 років та старших.
Цивільне працевлаштоване населення становило 921 осіб. Основні галузі зайнятості: освіта, охорона здоров'я та соціальна допомога — 22,4 %, виробництво — 19,0 %, роздрібна торгівля — 11,5 %, будівництво — 10,6 %.